# 134 Sophrosyne
A 134 Sophrosyne a Naprendszer kisbolygóövében található aszteroida. Karl Theodor Robert Luther fedezte fel 1873. szeptember 27-én.